# De Stem des Volks (Hilversum)
De Stem des Volks, voluit Arbeiders Zangvereniging de Stem des Volks, was een zangkoor uit Hilversum dat bestond van 1911 - 2019 en dat een repertoire had dat voornamelijk uit socialistische strijdliederen bestond.

## Geschiedenis
Na de oprichting van het koor De Stem des Volks in 1897 in Amsterdam besloot de SDAP subsidie te verstrekken voor het opluisteren van de diverse partijvergaderingen. Daardoor ontstonden ook in andere plaatsen dan Amsterdam, waaronder Hilversum, gelijksoortige zangkoren. Zo verleende het Hilversumse koor De Stem des Volks bijvoorbeeld zijn medewerking aan de landdag van de SDAP in 1933 in Naarden. De koren sloten zich aan bij de landelijke Bond van Arbeiders-Zangverenigingen. Otto de Nobel componeerde voor deze koren diverse strijdliederen, waaronder Morgenrood, dat geschreven was door Dirk Troelstra, de jongere broer van Pieter Jelles Troelstra. Andere liederen op het repertoire waren onder meer De Internationale, gezongen in de vertaling van Henriette Roland Holst, de Socialistenmars, Broeders, verheft u ter vrijheid! en Eens komt een klare schone dag.
In 2019 werd het koor opgeheven omdat het ledental te ver terug was gelopen, waardoor het niet meer mogelijk was een dirigent te betalen en repetitieruimte te huren.